# ヴァシリー・パンテレイモノヴィチ
ヴァシリー・パンテレイモノヴィチ（ロシア語: Василий Пантелеймонович、? - 1339年?）は14世紀前半の、リューリク朝出身の人物である。カラチェフ公とする説、コゼリスク公とする説がある。
ヴァシリーの父とされるパンテレイモンは、系譜の中にのみ名が確認される人物であり、ムスチスラフ・ミハイロヴィチの三男とされる。父パンテレイモンもまた、カラチェフ公とする説、ズヴェニゴロド公とする説がある。
年代記上のヴァシリーに関する記述は、ヴォスクレセンスカヤ年代記の一か所にのみ見られる。それによれば、1339年にヴァシリーは伯父アンドレイ(ru)を殺害している。年代記には殺害の理由は記されていないが、父パンテレイモンの死後、伯父アンドレイが相続権を奪ったことに対する復讐とする説がある。